# گائل
گائل (به فرانسوی: Gaël) یک کمون در فرانسه است که در Canton of Saint-Méen-le-Grand واقع شده‌است.

## خصوصیات
گائل ۵۲٫۱ کیلومترمربع مساحت و ۱٬۵۸۰ نفر جمعیت دارد و ۸۰ متر بالاتر از سطح دریا واقع شده‌است.